# Konrad Cosack
Karl Albert Konrad Cosack (født 12. marts 1855 i Königsberg, død 27. december 1933 i München) var en tysk retslærd.
Cosack blev privatdocent 1882 i Berlin, ekstraordinær professor sammesteds 1885, ordentlig professor i Giessen 1889, i Freiburg i. B. 1893, i Bonn 1896, tillige medlem af landretten og formand for handelskammeret sammesteds. 
Cosack, en selvstændig, skarp og praktisk tænker, i sin tid anset som en af Tysklands største autoriteter på handelsrettens område, har blandt andet skrevet Der Besitz des Erben (1877), Das Anfechtungsrecht der Gläubiger eines zahlungsunfähigen Schuldners innerhalb und auszerhalb des Konkurses nach deutschem Reichsrecht (1884), Die Eidhelfer des Beklagten nach ältestem deutschem Recht (1885), Lehrbuch des Handelsrechts (1888, 7. oplag 1910), Das Staatsrecht des Groszherzogthums Hessen (Marquardsens "Handbuch", 1894), og Lehrbuch des bürgerlichen Rechts auf der Grundlage des bürgerlichen Gesetzbuchs für das deutsche Reich (I, 1897, II, 1900, 6. oplag med noget ændret titel 1913). Cosack, der har bearbejdet 17. oplag af Karl von Gerbers berømte System des deutschen Privatrechts (1895), er tillige optrådt som skønlitterær forfatter; under pseudonymet Konrad Berthold har han således udgivet novellerne: Die Bilder des Meister Eltz, Ein Sommernachtstraum (1905) og Die Rose von Jericho. Eine Idylle (1906), under eget navn fortællingerne Burg Hoym (1914).